# 200 mètres nage libre masculin aux Jeux olympiques d'été de 2020
Navigation
Rio 2016 Paris 2024

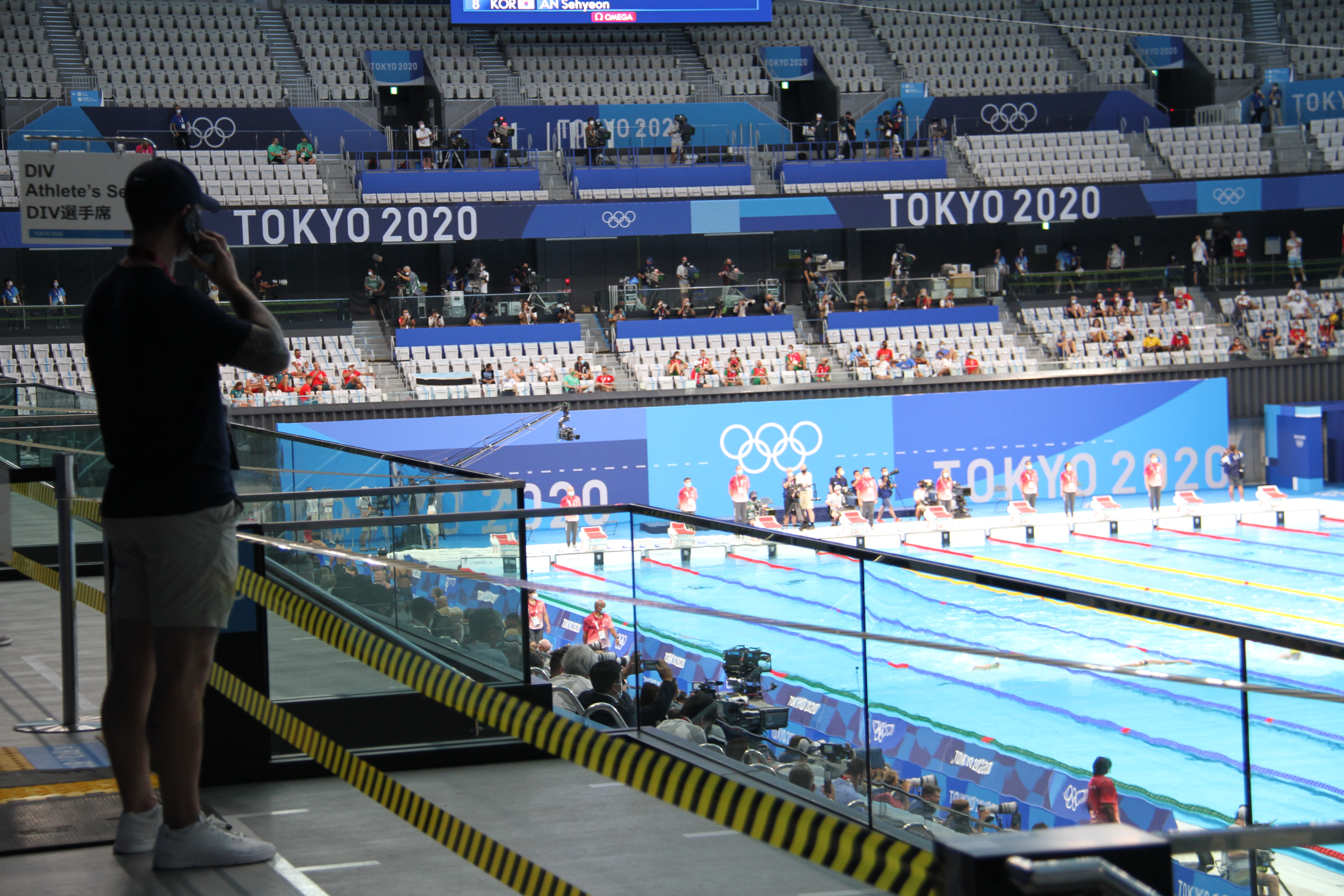

Le 200 m nage libre hommes est une épreuve des Jeux olympiques d'été de 2020 qui a eu lieu entre les 25 et 27 juillet au Centre aquatique olympique de Tokyo.

## Records
Avant cette compétition, les records dans cette discipline étaient :
| Record du monde  | 1:42.00 | Paul Biedermann | 28 juillet 2009 | Rome, Italie |
| Record olympique | 1:42.96 | Michael Phelps  | 12 août 2008    | Pékin, Chine |

## Programme
L'épreuve de 200 m nage libre se déroule pendant trois jours consécutifs suivant le programme suivant :
Tous les horaires correspondent à l'UTC+9
| Date                     | Horaire | Manche       |
| ------------------------ | ------- | ------------ |
| Dimanche 25 juillet 2021 | 19 h 17 | Séries       |
| Lundi 26 juillet 2021    | 10 h 37 | Demi-finales |
| Mardi 27 juillet 2021    | 10 h 43 | Finale       |

## Médaillés
| Or          | Argent       | Bronze            |
| Thomas Dean | Duncan Scott | Fernando Scheffer |

## Résultats

### Séries
Les seize meilleurs nageurs se qualifient pour les demi-finales.
| Rang | Série | Ligne | Nom                 | Nationalité     | Temps   | Remarques  |
| ---- | ----- | ----- | ------------------- | --------------- | ------- | ---------- |
| 1    | 3     | 5     | Hwang Sun-woo       | Corée du Sud    | 1:44.62 | Q, NR, WJR |
| 2    | 4     | 2     | Fernando Scheffer   | Brésil          | 1:45.05 | Q, AR      |
| 3    | 3     | 4     | Thomas Dean         | Grande-Bretagne | 1:45.24 | Q          |
| 4    | 2     | 1     | David Popovici      | Roumanie        | 1:45.32 | Q          |
| 5    | 4     | 4     | Duncan Scott        | Grande-Bretagne | 1:45.37 | Q          |
| 6    | 4     | 5     | Martin Malyutin     | ROC             | 1:45.50 | Q          |
| 7    | 3     | 7     | Stefano Ballo       | Italie          | 1:45.80 | Q          |
| 8    | 5     | 2     | Thomas Neill        | Australie       | 1:45.81 | Q          |
| 9    | 5     | 4     | Danas Rapšys        | Lituanie        | 1:45.84 | Q          |
| 10   | 3     | 6     | Townley Haas        | États-Unis      | 1:45.86 | Q          |
| 11   | 5     | 8     | Kregor Zirk         | Estonie         | 1:46.10 | Q, NR      |
| 12   | 3     | 1     | Nándor Németh       | Hongrie         | 1:46.19 | Q          |
| 13   | 5     | 3     | Kieran Smith        | États-Unis      | 1:46.20 | Q          |
| 14   | 2     | 3     | Velimir Stjepanović | Serbie          | 1:46.26 | Q          |
| 15   | 3     | 2     | Antonio Djakovic    | Suisse          | 1:46.37 | Q          |
| 16   | 4     | 1     | Stefano Di Cola     | Italie          | 1:46.67 | Q          |
| 17   | 5     | 5     | Katsuhiro Matsumoto | Japon           | 1:46.69 | WSO        |
| 17   | 5     | 7     | Lukas Märtens       | Allemagne       | 1:46.69 | LSO        |
| 19   | 2     | 5     | Jacob Heidtmann     | Allemagne       | 1:46.73 |            |
| 20   | 4     | 8     | Jordan Pothain      | France          | 1:46.75 |            |
| 21   | 4     | 3     | Ji Xinjie           | Chine           | 1:46.86 |            |
| 22   | 5     | 6     | Elijah Winnington   | Australie       | 1:46.99 |            |
| 23   | 4     | 7     | Robin Hanson        | Suède           | 1:47.02 |            |
| 24   | 3     | 3     | Ivan Girev          | ROC             | 1:47.11 |            |
| 24   | 5     | 1     | Murilo Sartori      | Brésil          | 1:47.11 |            |
| 26   | 2     | 8     | Alexei Sancov       | Moldavie        | 1:47.46 |            |
| 27   | 2     | 4     | Denis Loktev        | Israël          | 1:47.68 |            |
| 28   | 3     | 8     | Jonathan Atsu       | France          | 1:47.75 |            |
| 29   | 2     | 7     | Alex Sobers         | Barbade         | 1:48.09 | NR         |
| 30   | 4     | 6     | Dominik Kozma       | Hongrie         | 1:48.87 |            |
| 31   | 1     | 6     | Dimitrios Markos    | Grèce           | 1:49.16 |            |
| 32   | 2     | 2     | Welson Sim          | Malaisie        | 1:49.24 |            |
| 33   | 1     | 5     | Mikel Schreuders    | Aruba           | 1:49.43 |            |
| 34   | 2     | 6     | Baturalp Ünlü       | Turquie         | 1:49.75 |            |
| 35   | 1     | 3     | Joaquín Vargas      | Pérou           | 1:49.93 | NR         |
| 36   | 1     | 2     | Mokhtar Al-Yamani   | Yémen           | 1:49.97 |            |
| 37   | 1     | 4     | Wesley Roberts      | Îles Cook       | 1:50.41 |            |
| 38   | 1     | 7     | James Freeman       | Botswana        | 1:52.87 |            |
| 39   | 1     | 1     | Audai Hassouna      | Libye           | 1:56.27 |            |

#### Reprise
Lors de la série 5, Katsuhiro Matsumoto et Lukas Märtens ont réalisé le même temps et procèdent donc à une reprise afin de se départager.
| Rang | Ligne | Nom                 | Nationalité | Temps   | Remarques |
| ---- | ----- | ------------------- | ----------- | ------- | --------- |
| 1    | 4     | Katsuhiro Matsumoto | Japon       | 1:46.06 |           |
| 2    | 5     | Lukas Märtens       | Allemagne   | 1:46.40 |           |

### Demi-finales
Les huit meilleurs nageurs se qualifient pour la finale.
| Rang | Série | Ligne | Nom                 | Nationalité     | Temps   | Remarques |
| ---- | ----- | ----- | ------------------- | --------------- | ------- | --------- |
| 1    | 2     | 3     | Duncan Scott        | Grande-Bretagne | 1:44.60 | Q         |
| 2    | 2     | 1     | Kieran Smith        | États-Unis      | 1:45.07 | Q         |
| 3    | 2     | 2     | Danas Rapšys        | Lituanie        | 1:45.32 | Q         |
| 4    | 2     | 5     | Thomas Dean         | Grande-Bretagne | 1:45.34 | Q         |
| 5    | 1     | 3     | Martin Malyutin     | ROC             | 1:45.45 | Q         |
| 6    | 2     | 4     | Hwang Sun-woo       | Corée du Sud    | 1:45.53 | Q         |
| 7    | 1     | 5     | David Popovici      | Roumanie        | 1:45.68 | Q         |
| 8    | 1     | 4     | Fernando Scheffer   | Brésil          | 1:45.71 | Q         |
| 9    | 1     | 6     | Thomas Neill        | Australie       | 1:45.74 |           |
| 10   | 2     | 6     | Stefano Ballo       | Italie          | 1:45.84 |           |
| 11   | 2     | 8     | Antonio Djakovic    | Suisse          | 1:45.92 |           |
| 12   | 1     | 2     | Townley Haas        | États-Unis      | 1:46.07 |           |
| 13   | 2     | 7     | Kregor Zirk         | Estonie         | 1:46.67 |           |
| 14   | 1     | 8     | Stefano Di Cola     | Italie          | 1:47.19 |           |
| 15   | 1     | 7     | Nándor Németh       | Hongrie         | 1:47.20 |           |
| 16   | 1     | 1     | Velimir Stjepanović | Serbie          | 1:47.62 |           |

### Finale
Thomas Dean remporte la finale du 200 m nage libre.
| Rang | Ligne | Nom               | Nationalité     | Temps   | Remarques |
| ---- | ----- | ----------------- | --------------- | ------- | --------- |
| 1    | 6     | Thomas Dean       | Grande-Bretagne | 1:44.22 | NR        |
| 2    | 4     | Duncan Scott      | Grande-Bretagne | 1:44.26 |           |
| 3    | 8     | Fernando Scheffer | Brésil          | 1:44.66 | AR        |
| 4    | 1     | David Popovici    | Roumanie        | 1:44.68 | NR        |
| 5    | 2     | Martin Malyutin   | ROC             | 1:45.01 |           |
| 6    | 5     | Kieran Smith      | États-Unis      | 1:45.12 |           |
| 7    | 7     | Hwang Sun-woo     | Corée du Sud    | 1:45.26 |           |
| 8    | 3     | Danas Rapšys      | Lituanie        | 1:45.78 |           |